# JCPenney

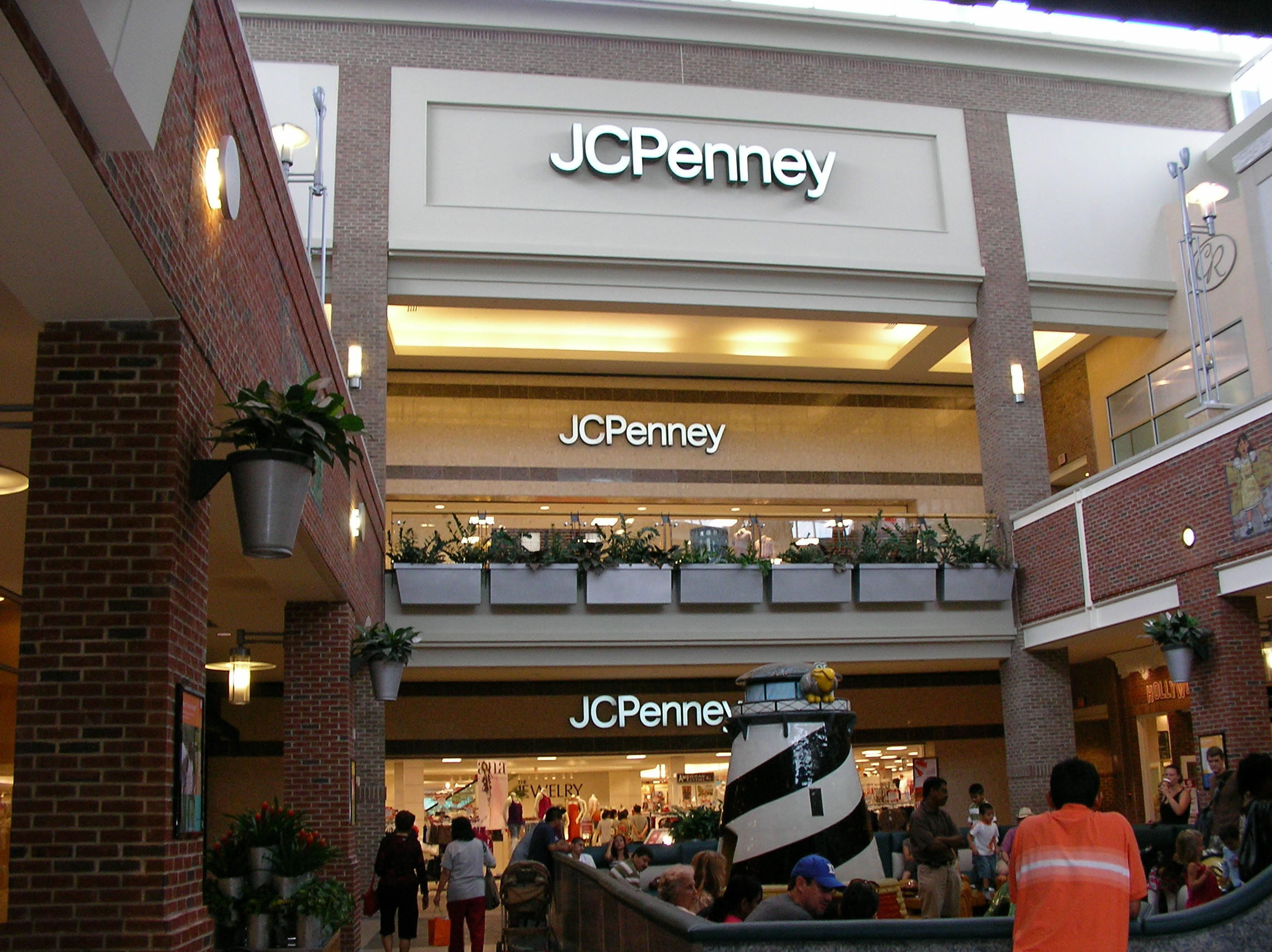
Універмаг JCPenney у торговому центрі Southpoint Mall у Дюремі, Північна Кароліна

J. C. Penney (ДжейСі-Пенни) — американське підприємство роздрібної торгівлі мережі універмагів та виробник одягу та взуття під власними торговими марками. Діє під торговою маркою JCPenney.
На 2016 рік налічувалося 1014 універмагів JCPenney у 49 штатах ЗДА та Пуерто-Рико. В універмагах JCPenney часто розташовані магазини Sephora, Seattle's Best Coffee, салони краси, магазини окулярів, фотостудії та ремонт прикрас. Більшість універмагів розташовані у передміських торгових центрах. Навпаки, до 1966 року більшість універмагів була у даунтаунах американських міст. Інтернет торгівля почалася у 1998 році. Вебсайт jcpenney.com [Архівовано 27 квітня 2022 у Wayback Machine.]
Головний офіс у північно-східному передмісті Даласу Плано за адресою 6501 Legacy Drive, Plano, Texas.
Акціями Відкритого акціонерного товариста торгують на NYSE під символом JCP.

## JCPenney торгові марки

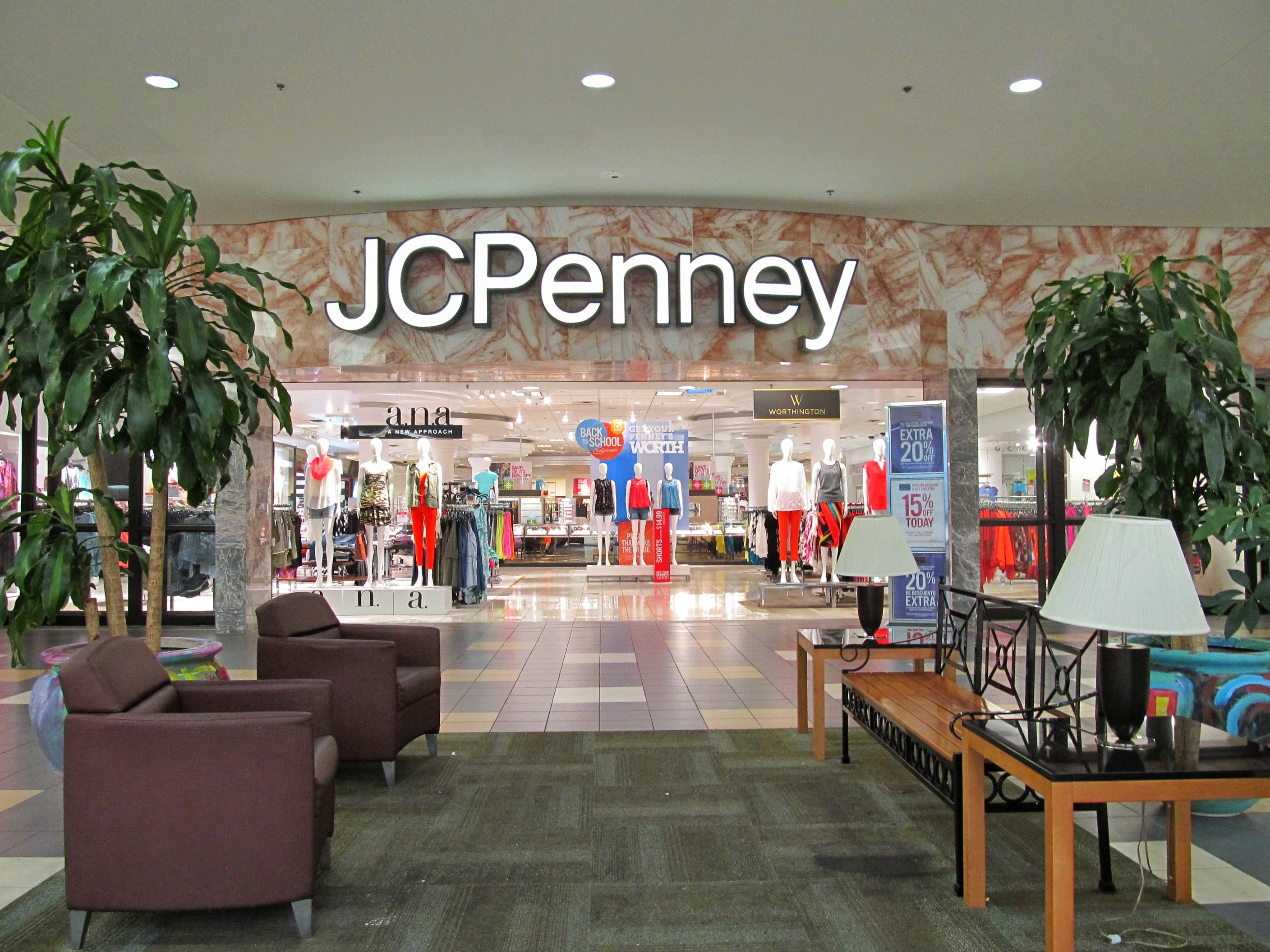

J.C. Penney почало виготовляти одяг та інші товари під власними торговими марками коли виробники припиняли постачати товари.
- St. John’s Bay, повсякденний чоловічий, жіночий та дитячий одяг,
- The Original Arizona Jean Company, неформальний, відпочивальний чоловічий, жіночий та дитячий одяг та сандалі,
- Xersion, активний та спортивний чоловічий, жіночий та дитячий одяг,
- Stafford, формальний, діловий чоловічий одяг та взуття,
- J. Ferrar (JF), повна лінія чоловічого одягу та взуття,
- Worthington, повна лінія повсякденого жіночого одягу та взуття,
- a.n.a, одяг та взуття для молодих жінок,
- Ambrielle, жіноча білизна,
- JCPenney Home™, товари для дому.

## Історія

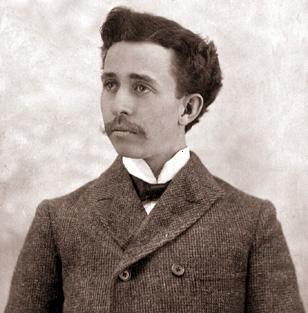
Джеймс Кеш Пенни приблизно у 1902 році

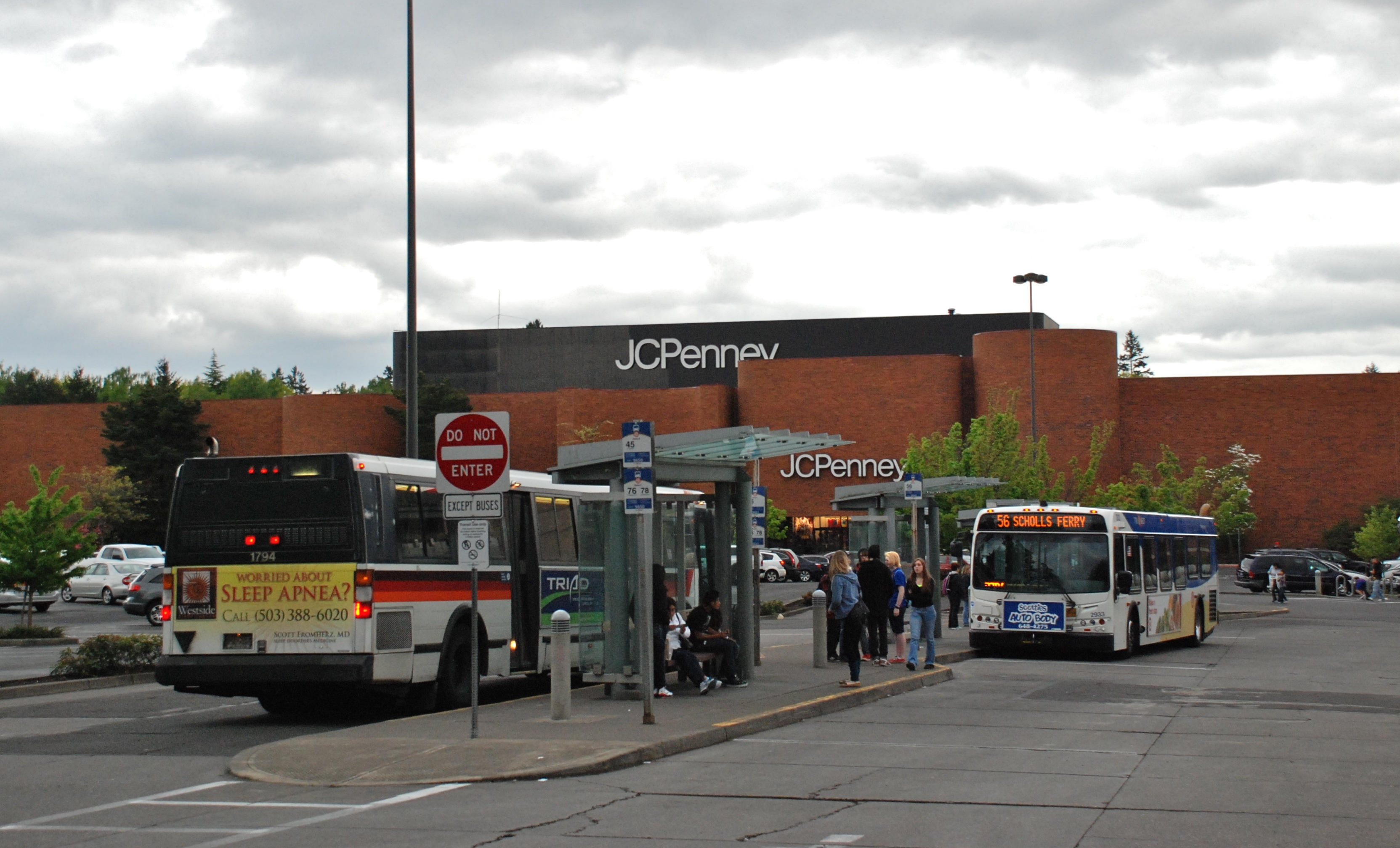
Автобусний транзитний центр біля універмагу JCPenney у торговому центрі Washington Square у Тайгерді, Орігон

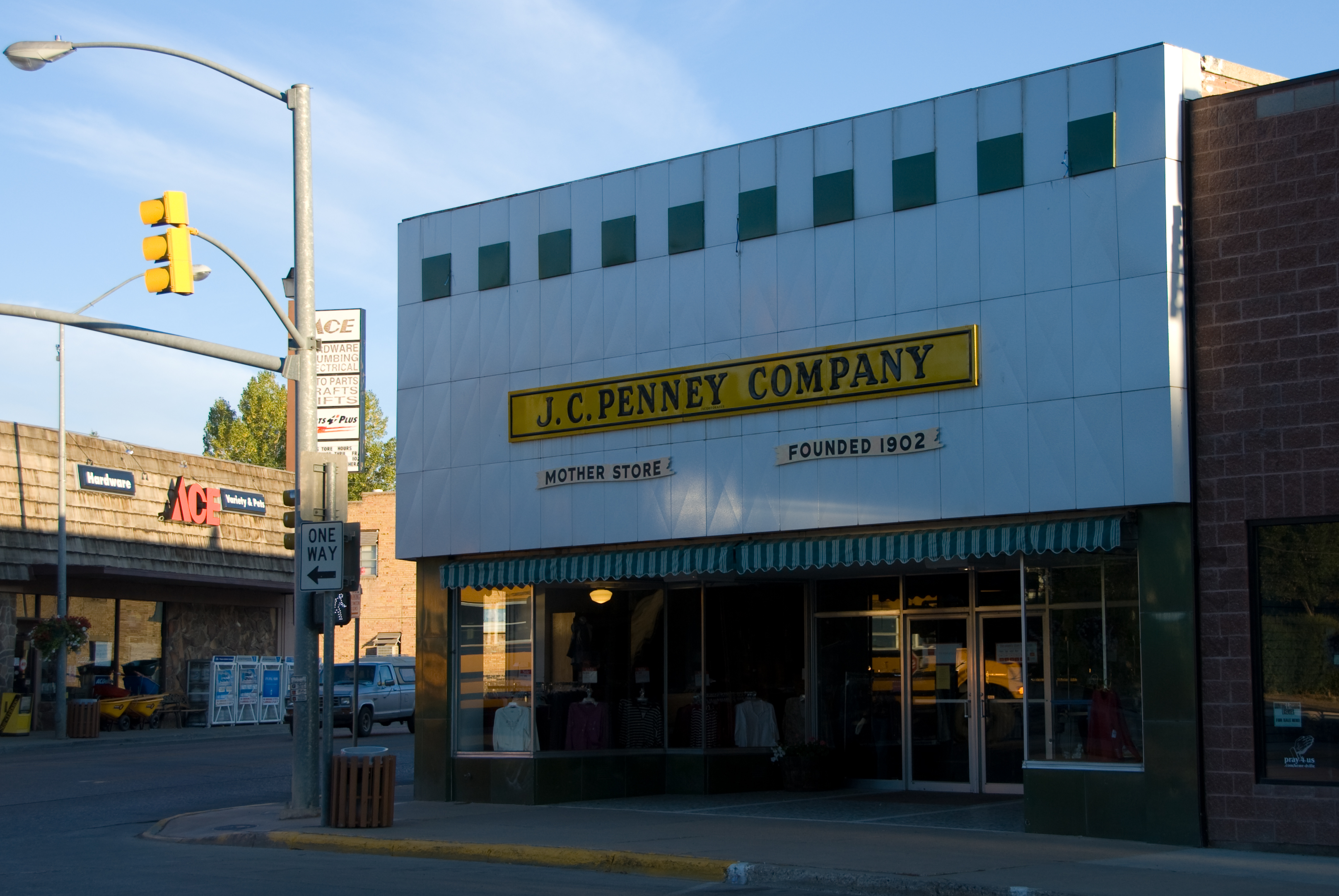
Материнський магазин у Вайомінгу засновано 1902 року

Підприємство було засноване вихідцем штату Міссурі Джеймсом Кеш Пенни (1875—1971) у містечку Кеммерер штату Вайомінг. 1909 року головний офіс переведено до Солт-Лейк-Сіті, а 1914 — до Нью-Йорку.
1920 року придбана The Crescent Corset Company.
1924 року відкрито 500-й універмаг ДжейСі-Пенни на батьківщині Джеймса Пенни у Гамільтоні, Міссурі. 1928 року відкрито 1000-й універмаг.
Сем Волтон, засновник мережі універмагів Walmart почав працювати у ДжейСіПенни з 1940-го року у місті Де-Мойн, Айова.
На 1941 рік J.C. Penney мало 1600 магазинів.
1959 року почали поширюватися кредитні картки J.C. Penney.
1969 року придбано мережу аптек Thrift Drug.
1973 року ДжейСіПенни досягло максимального числа універмагів — 2053 (300 з яких були з повним рядом товарів).
1977 року італійські універмаги були продані La Rinascente. 1980 року за неприбутковість закрита мережа магазинів знижених цін Treasury.
1984 року придбано First National Bank з Харрінгтону, Делавер та перейменовано на JCPenney National Bank.
1989 року початий телевізійний канал JCPenney Television Shopping Channel.
1990 року штаб-квартира корпорації переведена у Плейно у Тексасі.
J.C. Penney додає бутіки Sephora, Nike та Adidas усередині універмагів.